# Valentin Balachnitjev

Valentin Balakhnichev

Valentin Balachnitjev (ryska: Валентин Балахничев), född 23 april 1949, var ordförande för det ryska friidrottsförbundet fram till 2015. Han fråntogs samma år sina post som ekonomichef inom IAAF efter anklagelser om inblandning i mörkläggning av ryska dopningsskandaler. 19 mars 2019 har fransk polis utfärdat arresteringsorder för både Balachnitjev och förbundskaptenen Aleksej Melnikov för deras inblandning i ryska dopningsskandalen.